# Ománban történt légi közlekedési balesetek listája
Az Ománban történt légi közlekedési balesetek listája mind a halálos áldozattal járó, mind pedig a kisebb balesetek, meghibásodások miatt történt, gyakran csak az adott légiforgalmi járművet érintő baleseteket is tartalmazza évenkénti bontásban.

## Ománban történt légi közlekedési balesetek

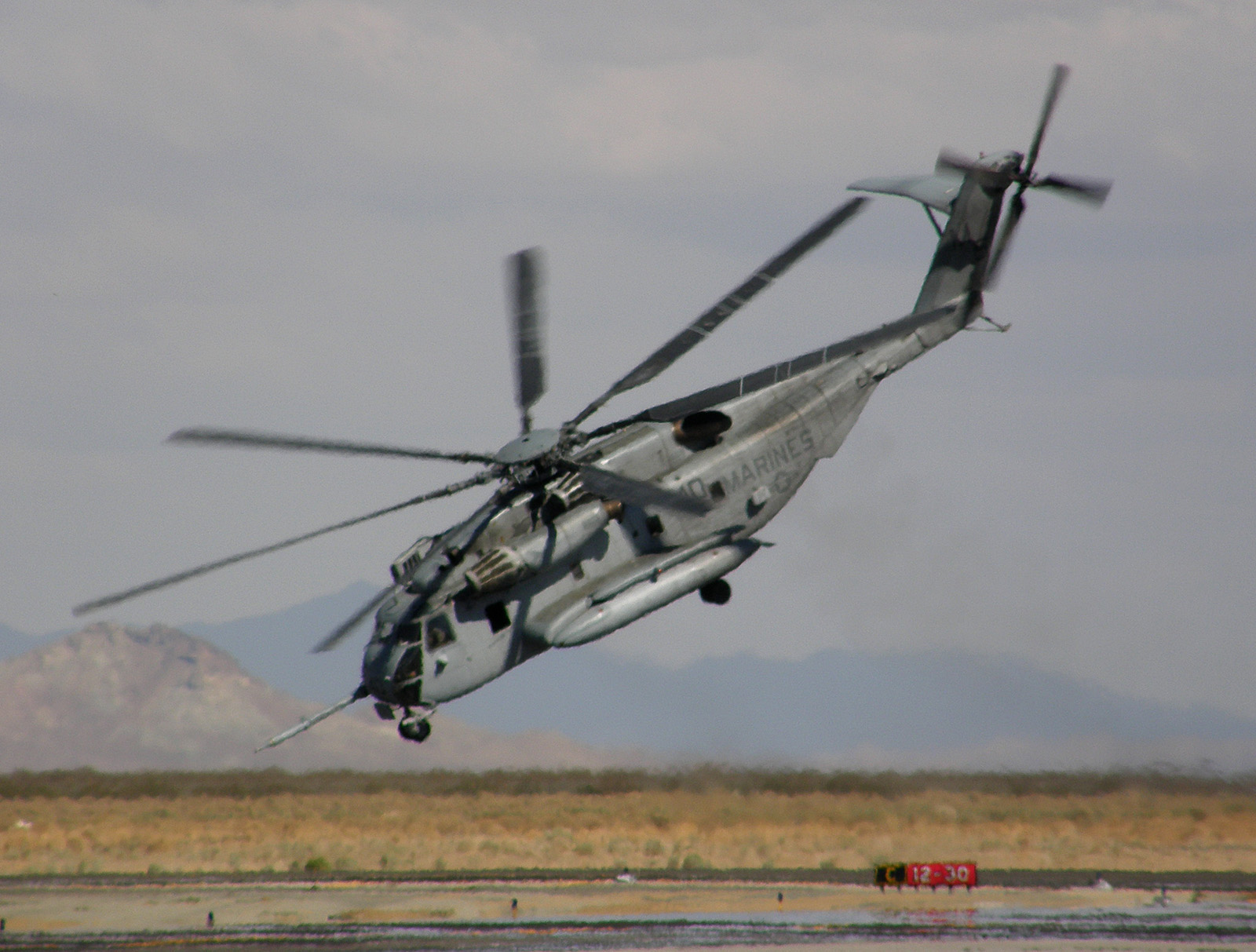
Egy Sikorsky CH-53E Super Stallion helikopter

### 2012
- 2012. július 19., Izki közelében. Az Amerikai Egyesült Államok Haditengerészetének 15. Helikopteres Aknamentesítő Repülőszázadának egyik MH–53E Sea Dragon típusú katonai helikoptere teherszállítási feladatok végzése közben lezuhant 93 kilométernyire délnyugatra a fővárostól, Maszkattól. A balesetben kettő fő vesztette életét, három főt kórházba kellett szállítani.[1][2][3]